# ويلهلم شميت (مهندس)
ويلهلم شميت (بالألمانية: Wilhelm Schmidt)‏ هو مهندس ألماني، ولد في 18 فبراير 1858 في فيغيليبن في ألمانيا، وتوفي في 16 فبراير 1924 في Gadderbaum ‏ في ألمانيا.